# Théâtre Outremont
Le théâtre Outremont est une salle de spectacle de Montréal. Il est situé sur l'avenue Bernard dans l'arrondissement d'Outremont.

## Histoire

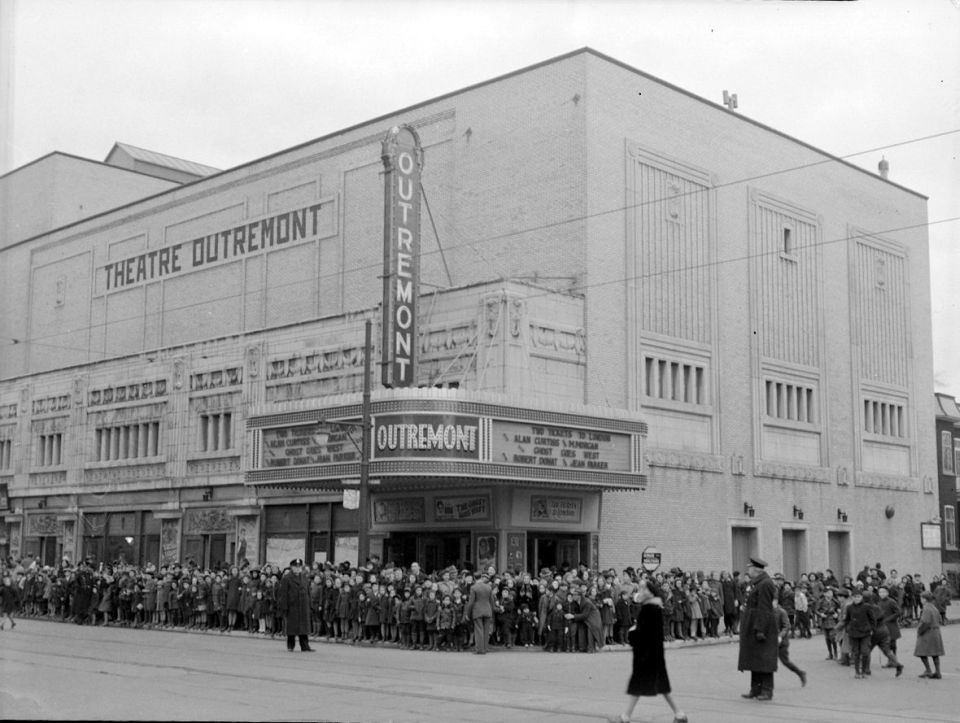
Foule devant le théâtre en 1943

Cet édifice de trois étages a été construit en 1928 sur les plans de l'architecte René Charbonneau, dans le style Art déco. Il fut ouvert l'année suivante.
Le cinéma et la chanson se sont partagé l'espace au cours du temps. Ont chanté au théâtre Outremont : Pauline Julien, Louise Forestier, Félix Leclerc, Diane Dufresne, de même que Paul Piché, Richard Séguin, Beau Dommage et Plume Latraverse (Plume à l'Outremont).

### Cinéma
En 1971, Roland Smith loue la salle de Famous Players et il en devient le propriétaire en 1974. Au cours des années 1970, l’Outremont est le cinema de répertoire la plus fréquentée de Montréal. Le 10 décembre 1976, Smith ouvre sa librairie dans l'Outremont, la première spécialisée en cinéma, qui ferme en 1979. Sa Revue du Cinéma Outremont a un tirage trimestriel de 325 000 copies, et un vidéo-club offre la location de films. Le cinéma ferme le 30 avril 1987. 

### Lieu historique et réouverture
Il fut cité monument historique par la ville d'Outremont le 29 juin 1987. Il a été désigné lieu historique national du Canada le 20 novembre 1993. Racheté par la municipalité d'Outremont en 1994 pour le restaurer, le théâtre est classé monument historique la même année. 
Rénové, il est rouvert le 20 mars 2001.